# La liberación (serie de televisión)
La Liberación es una serie de televisión de drama y comedia de 2025 creada y dirigida por Alejandra Márquez Abella, escrita por Márquez Abella, Jimena Montemayor, Arantxa Luna, Manuel Alcalá y Aura García-Junco, y protagonizada por Ilse Salas, Johanna Murillo, Cassandra Ciangherotti, Paloma Petra, Diego Boneta, Dolores Heredia y José María Yazpik. La serie de 7 episodios se enfoca en tres mujeres que se unen para evitar que se haga público un señalamiento de acoso sexual contra un renombrado director de cine. 
Previo a su estreno en la plataforma Prime Video el 17 de enero del 2025,la serie tuvo su premiere en la Feria Internacional del Libro de Guadalajara como parte de las actividades externas del festival.

## Argumento
Tres mujeres tratan de persuadir a una actriz para que retire una acusación de acoso sexual contra un famoso director de cine.

## Reparto
- Ilse Salas - Carmen y Sara
- Johanna Murillo - Sol
- Cassandra Ciangherotti - Natalia
- Dolores Heredia
- Ofelia Medina
- Paloma Petra - Gaby
- Diego Boneta
- José María Yazpik
- Danae Reynaud

## Producción
La idea detrás de la serie surgió durante la producción de la segunda película de Márquez Abella, Las Niñas Bien, a consecuencia de las conversaciones entre Salas, Murillo, Ciangherotti y Márquez Abella sobre feminismo y el estallido del movimiento Me Too. Las actrices principales también trabajaron como productoras ejecutivas y participaron activamente en la creación de sus personajes.
Como resultado de la iniciativa #YaEsHora, realizado en 2019 para darle continuidad al movimiento Me Too en la industria cinematográfica mexicana, la directora buscó incluir la experiencia de las mujeres y sus luchas contra la violencia de género en una narrativa de ficción que mezcla el presente y el pasado medievo.En entrevista con la plataforma Chilango, Márquez Abella compartió que se inspiró en el libro Calibán y la bruja de Silvia Federici, y que integró humor negro y fantasía en la narrativa para balancear con temas como abuso de poder y heridas generacionales.